# جوش ويلسون إسبراند
جوش ويلسون إسبراند (مواليد 26 ديسمبر 2002) هو لاعب كرة قدم إنجليزي يلعب كمدافع في نادي ستاد ريمس على سبيل الإعارة من نادي مانشستر سيتي.

## روابط خارجية
- جوش ويلسون إسبراند على موقع الاتحاد الأوربي (الإنجليزية)
- جوش ويلسون إسبراند على موقع قاعدة بيانات كرة القدم.إي يو (الإنجليزية)
- جوش ويلسون إسبراند على موقع ليكيب (الفرنسية)
- جوش ويلسون إسبراند على موقع Soccerway.com (الإنجليزية)